# Барвенкове (заказник)
Барвенкове — загальнозоологічний заказник місцевого значення в Україні. Об'єкт розташований на території Коростенського району Житомирської області, на північ від села Калинівка. 
Площа 41,9 га, статус отриманий 1982 року. Перебуває у віданні ДП «Коростенське ЛМГ» (Ушомирське лісництво, кв. 9, вид. 29; кв. 10, вид. 21, 22, 23, 26).